# The King of Blaze
The King of Blaze o Il re della fiamma, noto anche come Fire King (火王T, HuǒwángP, Huo3-Wang2W, lett. "Il re del fuoco"; olandese: De Brand Koning), è una serie di manhua taiwanese scritta e illustrata da You Su-lan. Serializzata originariamente sulla rivista Gong Juu Comics dal 1991, i singoli capitoli sono stati poi raccolti in tredici volumi tankōbon, pubblicati dal 1992 al 1998 da Da Ran Culture.
Il manhua è la seconda parte della collana The Seven Mirrors' Stories, che segue Melancholic Princess. È considerato uno dei primi fumetti yaoi di Taiwan. Il fumetto racconta la storia delle tre vite (reincarnazione) e del destino del dio del fuoco e del dio del vento.

## Reazioni
The King of Blaze aveva venduto 70 000 copie di ogni volume a Taiwan, e oltre 30 milioni di copie di volumi raccolti di edizione pirata in Cina, e fu ristampata 62 volte. È stato selezionato come il manhua più popolare tra i fumetti asiatici pubblicati a Taiwan dal Reader’s Choice Vote organizzato dal quotidiano taiwanese China Times, nel 1997.

## Adattamento
Nel 2017, The King of Blaze è stato adattato in un’omonima serie televisiva dalla Mango TV, una rete televisiva cinese. La serie ha debuttato su Hunan Television il 26 novembre 2018.
La serie ha ricevuto risposte generalmente negative da critici e telespettatori a causa delle enormi differenze tra il manhua e il suo adattamento, e trasformando il manhua di BL (Boys’ Love) in un dramma di BG (Boy & Girl).

## Elenco dei volumi
Prima edizione
| Nº        | Titolo     | Traduzione letterale                  | Da Ran Culture        | Da Ran Culture     |
| Nº        | Titolo     | Traduzione letterale                  | Data di pubblicazione | ISBN               |
| --------- | ---------- | ------------------------------------- | --------------------- | ------------------ |
| Volume Ⅰ  | 火王再現   | La ricomparsa del re del fuoco        | 1º giugno 1992        | ISBN 957-72-5641-4 |
| Volume Ⅱ  | 赫爾拉娜   | Herlana, lo specchio dell’acqua       | 1º dicembre 1992      | ISBN 957-72-5128-5 |
| Volume Ⅲ  | 獵謀隱獸   | La caccia alla bestia nascosta        | 1º giugno 1993        | ISBN 957-72-5642-2 |
| Volume Ⅳ  | 曙光前世   | L’alba dei ricordi delle vite passate | 1º dicembre 1993      | ISBN 957-25-0352-9 |
| Volume Ⅴ  | 記憶唐時   | I ricordi della dinastia Tang         | 1º aprile 1994        | ISBN 957-25-0845-8 |
| Volume Ⅵ  | 羽韻蒼飛   | Le piume volanti                      | 1º ottobre 1994       | ISBN 957-25-1250-1 |
| Volume Ⅶ  | 如夢隔世   | Un sogno tra due mondi                | 1º febbraio 1995      | ISBN 957-25-1514-4 |
| Volume Ⅷ  | 昭誓今生   | Un impegno a vita                     | 1º luglio 1995        | ISBN 957-25-1687-6 |
| Volume Ⅸ  | 火焰血誓   | L’ardente promessa di sangue          | 1º febbraio 1996      | ISBN 957-25-1887-9 |
| Volume Ⅹ  | 浩渺之鷹   | Il falco celeste                      | 1º dicembre 1996      | ISBN 957-25-2601-4 |
| Volume Ⅺ  | 日升月恆   | L’eternità                            | 1º luglio 1997        | ISBN 957-25-2864-5 |
| Volume Ⅻ  | 雨過天涯   | Pioggia sopra la fine dell’orizzonte  | 1º dicembre 1997      | ISBN 957-25-3267-7 |
| Volume ⅩⅢ | 永恆的起點 | L’eterno punto di partenza            | 1º febbraio 1998      | ISBN 957-25-3381-9 |

Nuova edizione
| Nº | Titolo   | Traduzione letterale                     | Kung-Long International Publishing Co. | Kung-Long International Publishing Co. |
| Nº | Titolo   | Traduzione letterale                     | Data di pubblicazione                  | ISBN                                   |
| -- | -------- | ---------------------------------------- | -------------------------------------- | -------------------------------------- |
| Ⅰ  | 重生之章 | Il capitolo della rinascita              | 1º novembre 2001                       | ISBN 957-0498-36-6                     |
| Ⅱ  | 今塵照命 | La riflessione del destino               | 1º dicembre 2001                       | ISBN 957-0498-39-0                     |
| Ⅲ  | 曙光前世 | L’alba dei ricordi delle vite passate    | 1º febbraio 2002                       | ISBN 957-0498-43-9                     |
| Ⅳ  | 記憶唐時 | I ricordi della dinastia Tang            | 1º marzo 2002                          | ISBN 957-0498-49-8                     |
| Ⅴ  | 羽韻蒼飛 | Le piume volanti                         | 1º aprile 2002                         | ISBN 957-0498-50-1                     |
| Ⅵ  | 凝眸曾經 | Occhi sul passato                        | 1º maggio 2002                         | ISBN 957-0498-52-8                     |
| Ⅶ  | 如夢隔世 | Un sogno tra due mondi                   | 1º giugno 2002                         | ISBN 957-0498-55-2                     |
| Ⅷ  | 昭誓今生 | Un impegno a vita                        | 1º luglio 2002                         | ISBN 957-0498-56-0                     |
| Ⅸ  | 遠颺蒼鷹 | Il falco volante                         | 1º agosto 2002                         | ISBN 957-0498-61-7                     |
| Ⅹ  | 相會神陵 | Riunione nel divino mausoleo             | 1º settembre 2002                      | ISBN 957-0498-60-9                     |
| Ⅺ  | 浩渺來生 | La visione remota della vita dell’aldilà | 1º ottobre 2002                        | ISBN 957-0498-67-6                     |
| Ⅻ  | 昂首寂寥 | Nessuna paura della solitudine           | 1º dicembre 2002                       | ISBN 957-0498-68-4                     |
| ⅩⅢ | 日升月恆 | L’eternità                               | 1º gennaio 2003                        | ISBN 957-0498-74-9                     |
| ⅩⅣ | 終章     | Il capitolo finale                       | 1º marzo 2003                          | ISBN 957-0498-80-3                     |